# Amita Suman
Amita Suman, född den 19 juli 1997 i Parsa, Nepal är en nepalsk-brittisk skådespelare.
Suman har bland annat spelat en av de ledande rollerna i TV-serien Shadow and Bone (2021-2023), mellan 2019 och 2021 medverkade hon i TV-serien The Outpost. 2023 medverkar hon i TV-serien She Creates Change.

## Filmografi (i urval)
- 2019-2021: The Outpost
- 2021-2023: Shadow and Bone
- 2023:  She Creates Change